# Сативасур
Сативасур (исп. Sativasur) — небольшой город и муниципалитет на северо-востоке центральной части Колумбии, на территории департамента Бояка. Входит в состав Северной провинции.

## История
Поселение, из которого позднее вырос город, было основано в 1720 году. Муниципалитет Сативасур был выделен в отдельную административную единицу в 1878 году.

## Географическое положение
Город расположен в северо-восточной части департамента, в гористой местности Восточной Кордильеры, к западу от реки Чикамоча, на расстоянии приблизительно 89 километров к северо-востоку от города Тунха, административного центра департамента. Абсолютная высота — 2648 метров над уровнем моря.
Муниципалитет Сативасур граничит на севере с территорией муниципалитета Сативанорте, на юго-западе — с муниципалитетом Пас-де-Рио, на юго-востоке — с муниципалитетами Соча, на востоке — с муниципалитетом Сокота. Площадь муниципалитета составляет 81 км².

## Население
По данным Национального административного департамента статистики Колумбии, совокупная численность населения города и муниципалитета в 2015 году составляла 1110 человек.
Динамика численности населения муниципалитета по годам:
| 2005 | 2006 | 2007 | 2008 | 2009 | 2010 | 2011 | 2012 | 2013 | 2014 | 2015 |
| ---- | ---- | ---- | ---- | ---- | ---- | ---- | ---- | ---- | ---- | ---- |
| 1351 | 1326 | 1303 | 1274 | 1256 | 1230 | 1196 | 1184 | 1156 | 1133 | 1110 |

Согласно данным переписи 2005 года мужчины составляли 48 % от населения Сативасура, женщины — соответственно 52 %. В расовом отношении белые и метисы составляли 99,2 % от населения города; негры, мулаты и райсальцы — 0,6 %; индейцы — 0,2 %.
Уровень грамотности среди всего населения составлял 90,7 %.

## Экономика
46,7 % от общего числа городских и муниципальных предприятий составляют предприятия сферы обслуживания, 40 % — промышленные предприятия, 6,7 % — предприятия торговой сферы, 6,6 % — предприятия иных отраслей экономики.